# Ascotis marmorata
Ascotis marmorata är en fjärilsart som beskrevs av W. Warren 1897. Ascotis marmorata ingår i släktet Ascotis och familjen mätare. Inga underarter finns listade i Catalogue of Life.